# Natação nos Jogos Olímpicos de Verão de 2020 - 10 km feminino
A competição dos 10 km feminino da maratona aquática integrou o programa da natação nos Jogos Olímpicos de Verão de 2020 e foi disputada em 4 de agosto de 2021 no Parque Marinho de Odaiba, em Tóquio. Um total de 25 nadadoras de 23 Comitês Olímpicos Nacionais (CON) participaram do evento.
Ana Marcela Cunha venceu com o tempo de 1h59min30s8, tornando-se a primeira nadadora do Brasil a conquistar uma medalha de ouro nas Olimpíadas. Campeã de 2016, Sharon van Rouwendaal, dos Países Baixos, terminou em segundo lugar e ficou com a prata, com Kareena Lee, da Austrália, levando o bronze.

## Qualificação
Um total de 25 vagas foram atribuídas para os 10 km de maratona aquática feminino, conforme abaixo:
- 10 primeiras na prova de 10 km do Campeonato Mundial de Esportes Aquáticos de 2019 (máximo de 2 por CON);
- 9 primeiras colocadas no pré-olímpico da maratona aquática de 2020, aberto apenas para CONs ainda sem nadadoras classificadas (máximo de 1 por CON);
- 5 representantes de cada um dos continente da FINA (África, Américas, Ásia, Europa e Oceania) baseados nas colocações do pré-olímpico;
- 1 representante do país-sede (Japão) se não qualificado pelas vias anteriores. Se o Japão já tivesse uma nadadora qualificada, a vaga seria realocada para o pré-olímpico.

## Formato
Ao contrário dos outros eventos da natação em piscina, a maratona aquática de 10 quilômetros é disputada em águas abertas. Nenhuma bateria preliminar é realizada, com apenas uma única corrida em massa sendo disputada. A prova é disputada em nado livre, sem regulamentação de braçadas.

## Calendário
Horário local (UTC+9)
| Data                | Horário | Fase  |
| ------------------- | ------- | ----- |
| 4 de agosto de 2021 | 6:30    | Final |

## Medalhistas
| Ouro   | BRA Ana Marcela Cunha     |
| Prata  | NED Sharon van Rouwendaal |
| Bronze | AUS Kareena Lee           |

## Resultados
Estes foram os resultados da competição:
| Pos.              | Nadadora                 | CON                | Tempo     | Tempo atrás | Notas |
| ----------------- | ------------------------ | ------------------ | --------- | ----------- | ----- |
| Medalha de ouro   | Ana Marcela Cunha        | BRA Brasil         | 1:59:30.8 |             |       |
| Medalha de prata  | Sharon van Rouwendaal    | NED Países Baixos  | 1:59:31.7 | +0.9        |       |
| Medalha de bronze | Kareena Lee              | AUS Austrália      | 1:59:32.5 | +1.7        |       |
| 4                 | Anna Olasz               | HUN Hungria        | 1:59:34.8 | +4.0        |       |
| 5                 | Leonie Beck              | GER Alemanha       | 1:59:35.1 | +4.3        |       |
| 6                 | Haley Anderson           | USA Estados Unidos | 1:59:36.9 | +6.1        |       |
| 7                 | Ashley Twichell          | USA Estados Unidos | 1:59:37.9 | +7.1        |       |
| 8                 | Xin Xin                  | CHN China          | 2:00:10.1 | +39.3       | Y     |
| 9                 | Lara Grangeon            | FRA França         | 2:00:57.3 | +1:26.5     |       |
| 10                | Finnia Wunram            | GER Alemanha       | 2:01:01.9 | +1:31.1     |       |
| 11                | Samantha Arévalo         | ECU Equador        | 2:01:30.6 | +1:59.8     | Y     |
| 12                | Cecilia Biagioli         | ARG Argentina      | 2:01:31.7 | +2:00.9     |       |
| 13                | Yumi Kida                | JPN Japão          | 2:01:40.9 | +2:10.1     |       |
| 14                | Rachele Bruni            | ITA Itália         | 2:02:10.2 | +2:39.4     |       |
| 15                | Anastasiya Kirpichnikova | ROC                | 2:03:17.5 | +3:46.7     |       |
| 16                | Paula Ruiz               | ESP Espanha        | 2:03:17.6 | +3:46.8     | Y     |
| 17                | Angélica André           | POR Portugal       | 2:04:40.7 | +5:09.9     |       |
| 18                | Kate Sanderson           | CAN Canadá         | 2:04:59.1 | +5:28.3     |       |
| 19                | Alice Dearing            | GBR Grã-Bretanha   | 2:05:03.2 | +5:32.4     |       |
| 20                | Paola Pérez              | VEN Venezuela      | 2:05:45.0 | +6:14.2     |       |
| 21                | Michelle Weber           | RSA África do Sul  | 2:06:56.5 | +7:25.7     |       |
| 22                | Krystyna Panchishko      | UKR Ucrânia        | 2:07:35.1 | +8:04.3     |       |
| 23                | Chantal Liew             | SGP Singapura      | 2:08:17.9 | +8:47.1     |       |
| 24                | Špela Perše              | SLO Eslovênia      | 2:08:33.0 | +9:02.2     |       |
| 25                | Souad Cherouati          | ALG Argélia        | 2:17:21.6 | +17:50.8    |       |

Legenda
| Recorde mundial      | Recorde mundial (World record)               |                       | Recorde africano                      | Recorde africano (African) |                                           | Q | Classificado por posição (Qualified) |
| Recorde olímpico     | Recorde olímpico (Olympic record)            | Recorde da América    | Recorde da América (Americas)         | q                          | Classificado por melhor tempo (Qualified) |   |                                      |
| Melhor marca do ano  | Melhor marca do ano (World leading)          | Recorde asiático      | Recorde asiático (Asian)              | DNS                        | Não largou (Did not start)                |   |                                      |
| Recorde nacional     | Recorde nacional (National record)           | Recorde europeu       | Recorde europeu (European)            | DNF                        | Não terminou (Did not finish)             |   |                                      |
| Recorde pessoal      | Recorde pessoal do atleta (Personal best)    | Recorde da Oceania    | Recorde da Oceania (Oceania)          | DSQ / DQ                   | Desclassificado (Disqualified)            |   |                                      |
| Recorde da temporada | Recorde da temporada do atleta (Season best) | Recorde sul-americano | Recorde sul-americano (South America) | NM                         | Sem marca (No mark)                       |   |                                      |